# Hümmel
Hümmel ist eine Ortsgemeinde im Landkreis Ahrweiler in Rheinland-Pfalz. Sie gehört der Verbandsgemeinde Adenau an.

## Geographie

### Geographische Lage
Hümmel liegt etwa 13 Kilometer nordwestlich des Verbandsgemeindesitzes Adenau und 10 Kilometer südlich von Bad Münstereifel. Etwa 5 km westlich ist der Ort über die B 51 und die Anschlussstelle Blankenheim der A 1 an den überregionalen Verkehr angeschlossen.
Die Gemeinde liegt im Landschaftsschutzgebiet Rhein-Ahr-Eifel.

### Gemeindegliederung
Die Gemeinde gliedert sich in drei Ortsteile und sechs Wohnplätze:
- Blindert mit den Wohnplätzen Bröhlingen und Marthel
- Hümmel mit den Wohnplätzen Burscheid, Falkenberg und Hümmeler Mühle
- Pitscheid mit dem Wohnplatz Heistert

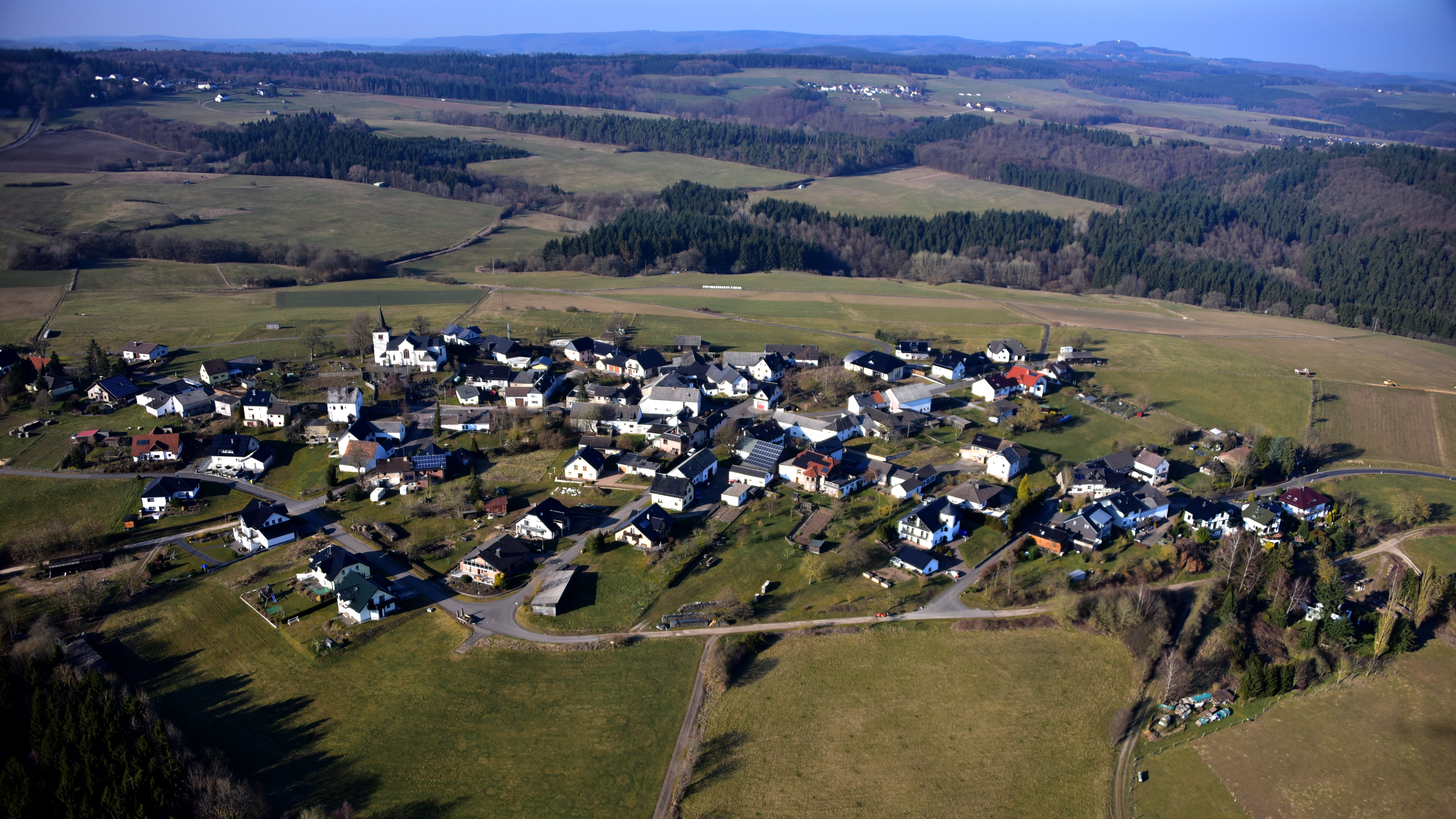
Hümmel, Luftaufnahme (2016)

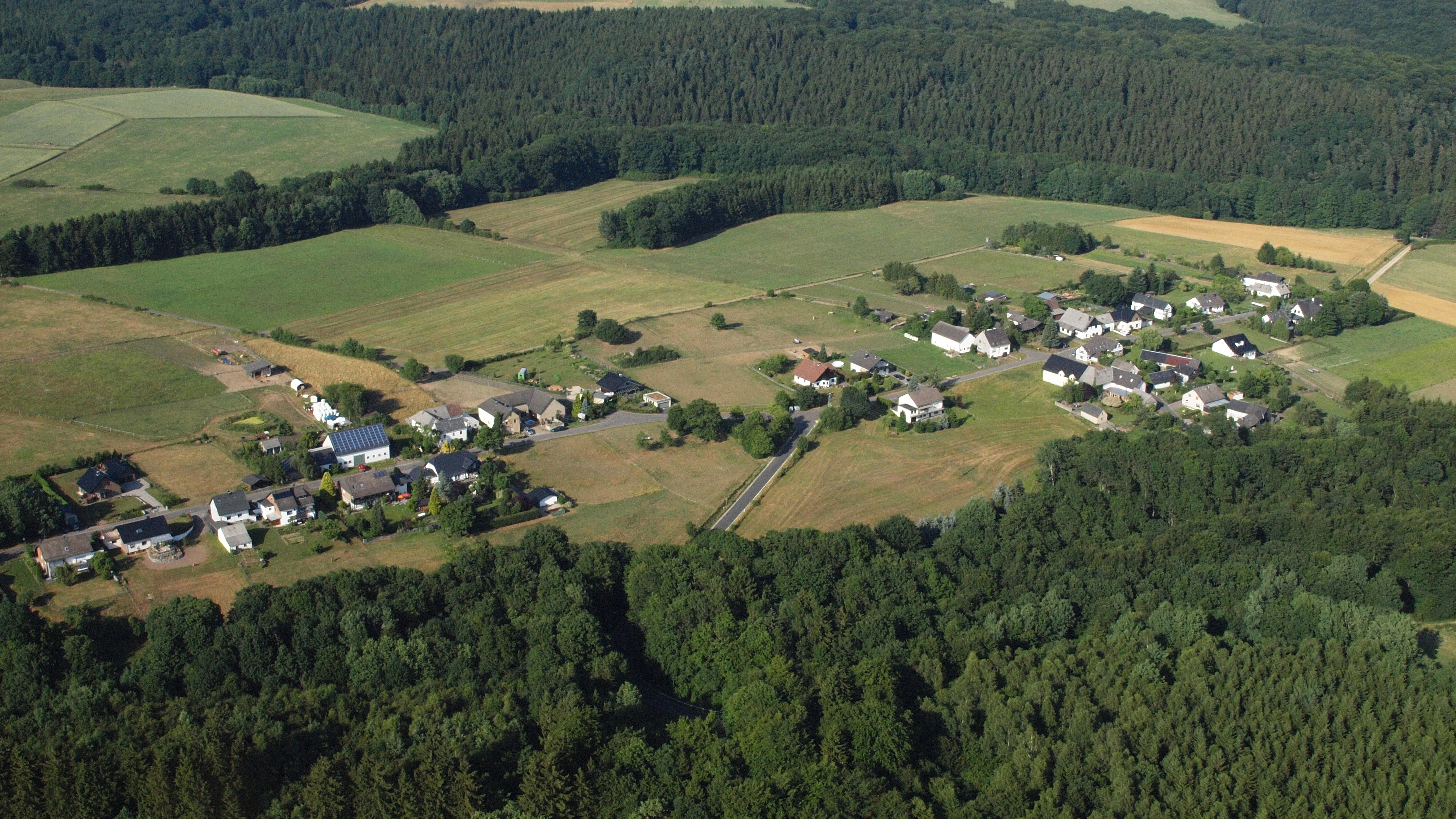
Blindert, Luftaufnahme (2015)

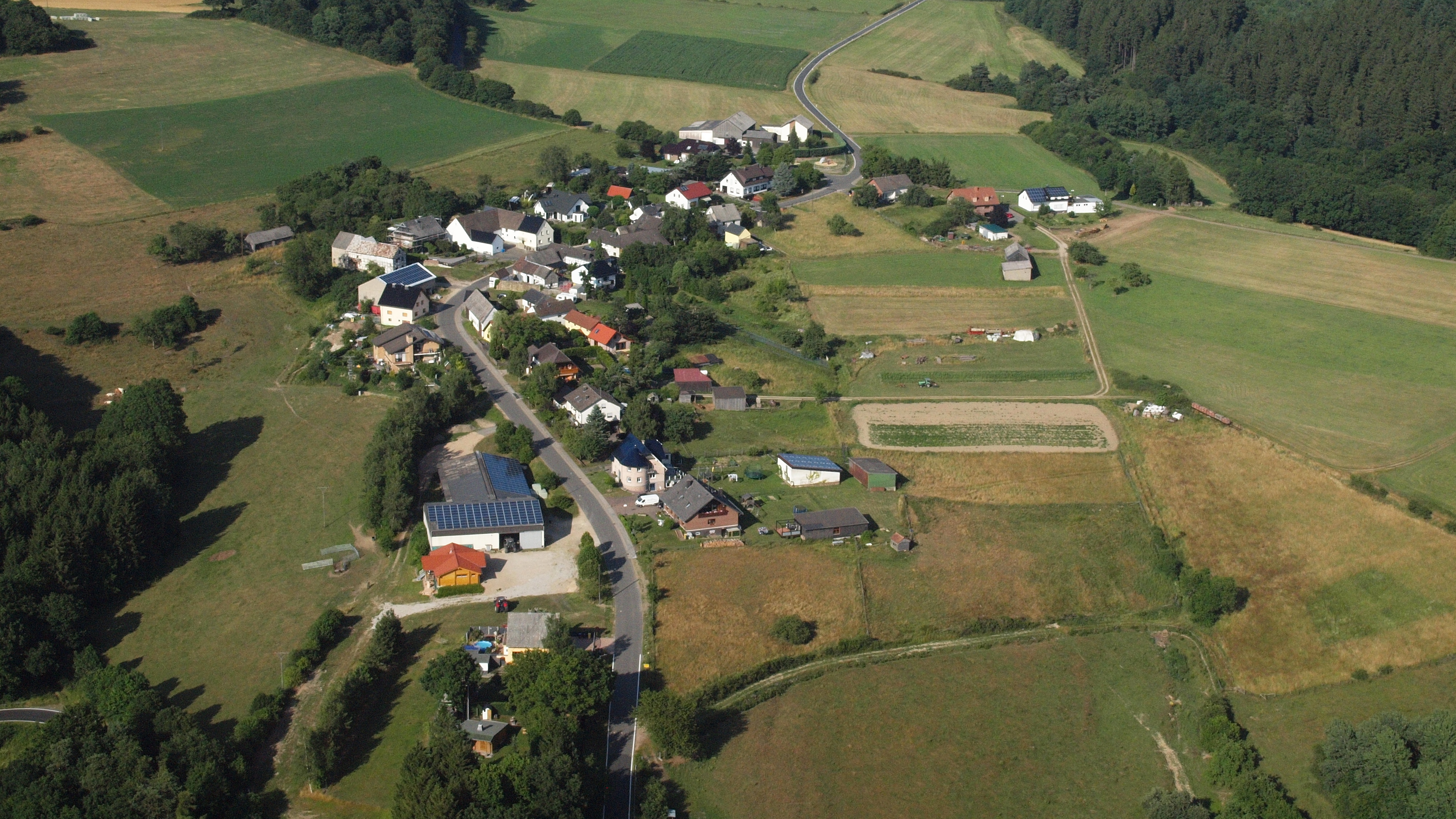
Marthel, Luftaufnahme (2015)

## Geschichte
Der Ort hat seine Ursprünge wahrscheinlich in Höfen, die in dieser Gemarkung für die Zeit vor der Wende ins zweite Jahrtausend angenommen werden. Die erste urkundliche Erwähnung findet Hümmel als „Hoinbuil“ 1114 anlässlich einer Schenkung von Teilen der örtlichen Kirche an das Stift Münstereifel. Die Gemarkung gehörte ab 1320 zum Herzogtum Jülich und kam gemeinsam mit diesem im 17. Jahrhundert an Kurpfalz.
Nach dem Ende der französischen Besetzung, in der der Ort von 1798 bis 1814 zum Kanton Adenau gehörte, kam Hümmel ab 1815 zur Bürgermeisterei Aremberg in der 1822 geschaffenen preußischen Rheinprovinz. Von 1816 an gehörte der Ort zum Kreis Adenau, nach dessen Auflösung 1932 zum Kreis Ahrweiler. Bei der Kommunalgebietsreform am 7. November 1970 wurden die bis dahin eigenständigen Gemeinden Blindert (162 Einwohner), Hümmel (222) und Pitscheid (95) unter dem Namen Hümmel zusammengeschlossen.
Die Pfarrei Hümmel gehörte bis 1821 zum Erzbistum Köln und wurde anschließend im Zuge der Erneuerung der deutschen Bistumsorganisation Teil des Bistums Trier.

## Politik

### Bürgermeister
Demian Taschenmacher ist seit dem 12. September 2019 Ortsbürgermeister von Hümmel.
Taschenmachers Vorgänger als Ortsbürgermeister war Franz Peter Schmitz.

## Kultur und Sehenswürdigkeiten

### Sehenswertes

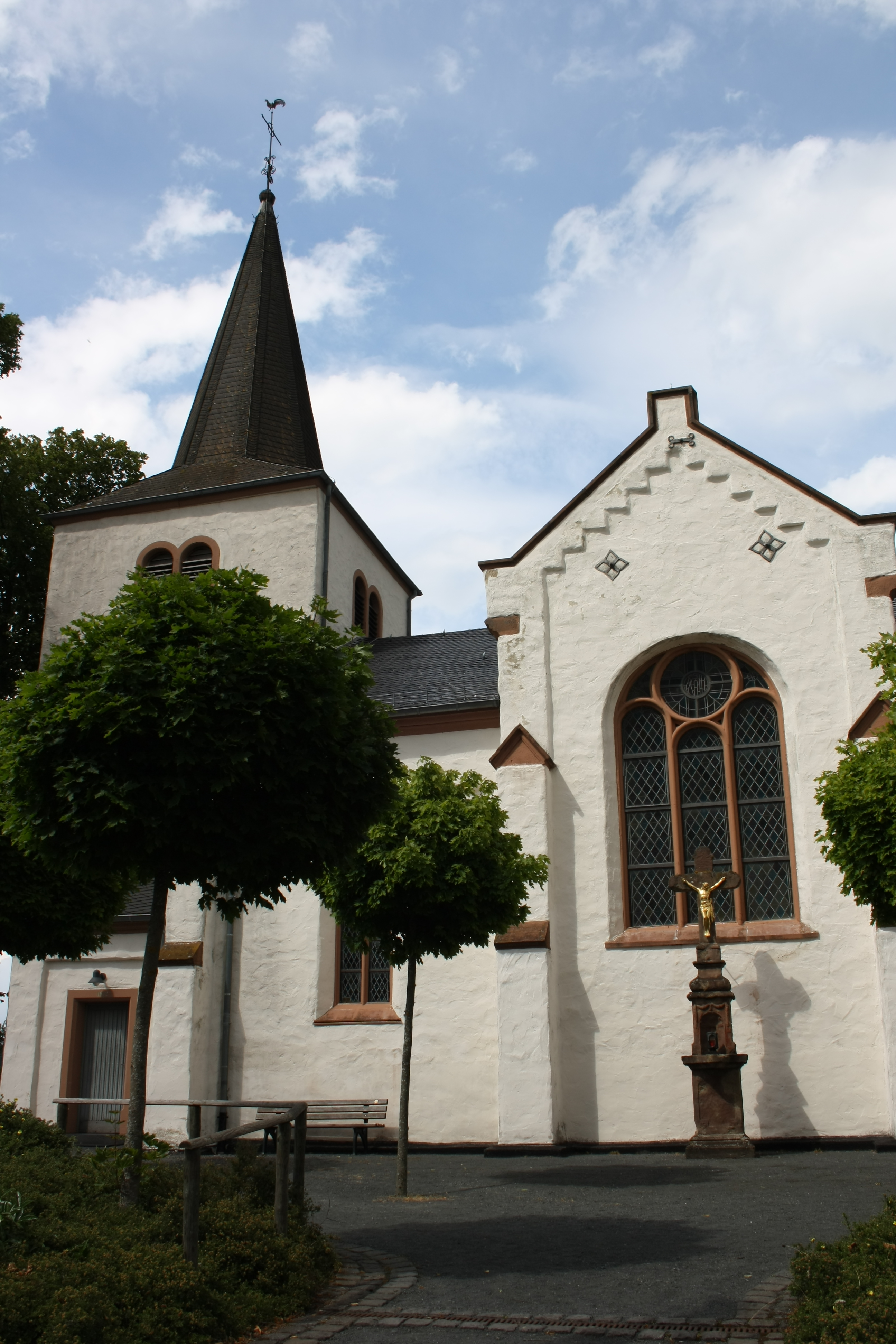
St. Cyriacus in Hümmel

- Filialkirche St. Barbara (1727 erbaut, 1922 erweitert) in Pitscheid
- Katholische Pfarrkirche St. Cyriacus in Hümmel.

### Veranstaltungen
- Musik- und Waldfest (Juni), Dorfkirmes (August)

## Wirtschaft und Infrastruktur

### Landwirtschaft
40 % der Gemeindefläche sind als Landwirtschaftsflächen ausgewiesen, rund 20 landwirtschaftliche Betriebe sind in der Gemeinde ansässig.

### Forstwirtschaft

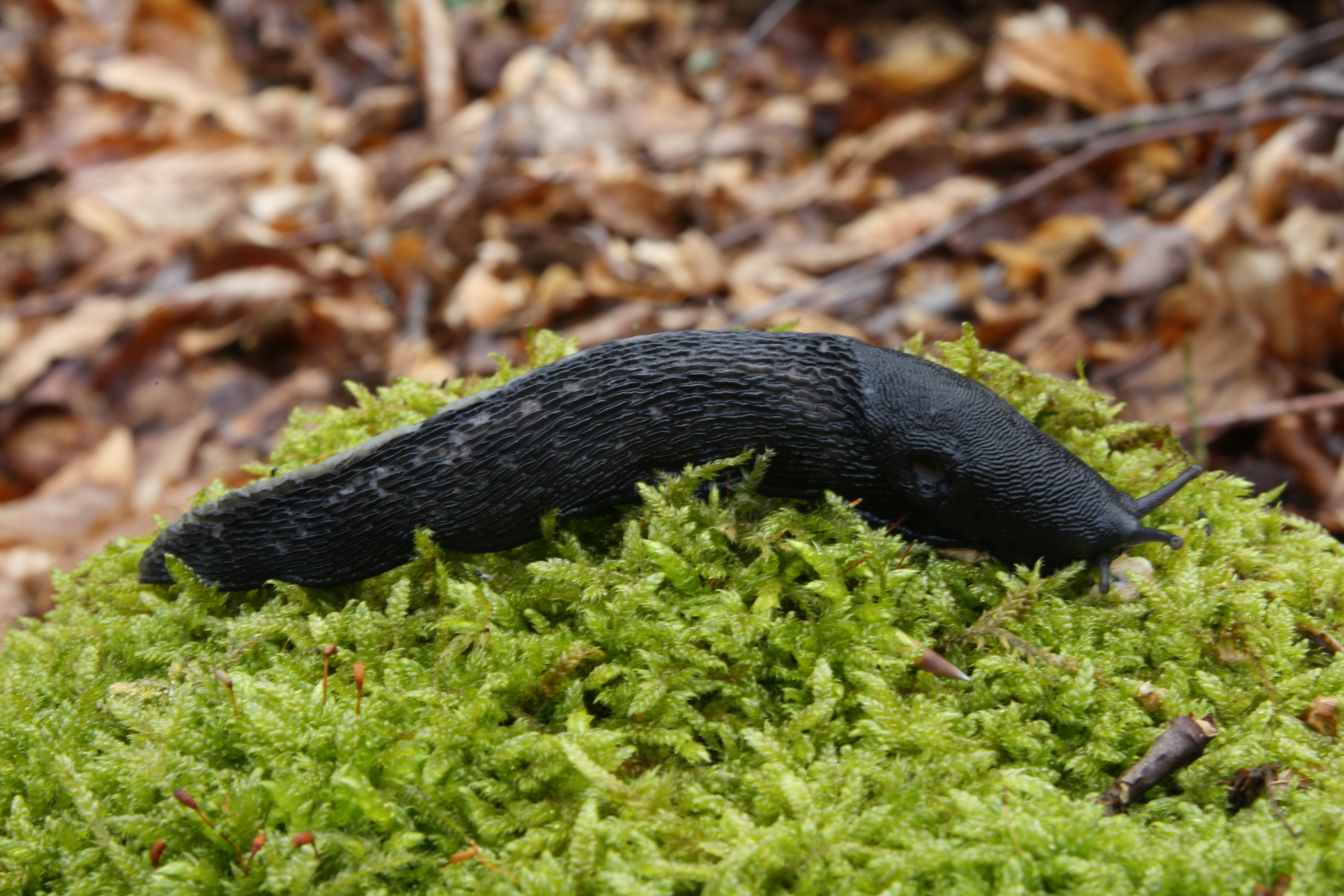
Der Schwarze Schnegel (Fundort Hümmel-Blindert) gilt als Indikatorart für naturnahe, intakte Wälder.

Die Gemeinde Hümmel besitzt mit 743 ha Wald den Großteil der zu 50 % bewaldeten Gemeindefläche und ist eine der wenigen Kommunen, die vollständig auf Holzvollernter verzichtet und stattdessen mit Seil- und Tragschleppern, Waldarbeitern und teilweise sogar mit Rückepferden arbeitet. Zusätzlich ist das Rückegassennetz auf 40 m (in Deutschland sind 20 m üblich) gerastert, was weniger befahrene Fläche sowie geringere Rückeschäden an Bäumen zur Folge hat.
Diese Wirtschaftsweise wurde durch den FSC anerkannt (Lizenznummer C010647) und entspricht den Kriterien der Arbeitsgemeinschaft Naturgemäße Waldwirtschaft.
Der Forstbetrieb wurde zweimal (1996 und 1998) mit dem Sonderpreis der Verbandsgemeinde Adenau für ökologische Waldwirtschaft ausgezeichnet und war 2010 Bundessieger im Wettbewerb des BHU.
Außerdem unterhält der gemeindliche Forstbetrieb Hümmel franchisegestützte Bestattungswälder.
Um größere Flächen finanzwirksam unter Totalschutz stellen zu können, wurde 2011 das Projekt Wilde Buche gestartet. Alte Buchenbestände mit Individuen von über 160 Jahren Alter sind mit 0,27 % an der Fläche Deutschlands selten geworden. In Hümmel existieren noch etwa 100 ha solcher Flächen, welche mit dem Projekt Wilde Buche über Jahrzehnte (vertraglich abgesichert) aus der Nutzung gezogen werden. Patenschaften von Firmen und Privatpersonen werden zur Kostendeckung verwendet. Auch hierfür wurde Hümmel als einer von 365 Orten im Land der Ideen ausgewählt.
Zur wissenschaftlichen Evaluation der Waldwirtschaftsweise unterhält die Gemeinde eine Kooperation mit dem Institut für Umweltforschung an der RWTH Aachen. In den Jahren 2010 und 2011 wurden vier Abschlussarbeiten erfolgreich beendet, die den Wald(bau) in Hümmel thematisierten.

#### Jagd
Zur Reduzierung der Wildbestände auf umweltverträgliche Maße wurden die Abschusspläne schrittweise erhöht und auf einer Fläche von 85 ha eine Bürgerjagd eingeführt. In dieser wird das Wild nicht mehr gefüttert noch gekirrt und die Bürger sind zur Jagdausübung berechtigt.
Ab dem Jagdjahr 2013/2014 wird etwa ein Drittel der gesamten Gemeindefläche von der Jagdgenossenschaft Hümmel in Eigenregie bejagt. Als kreisweite Neuerung wird das bisher von einem Jäger gepachtete Revier in fünf Pirschbezirke mit einem Jahr Laufzeit aufgegliedert. Dies steht im Gegensatz zu bisher bundesweit üblichen, mindestens zehn Jahre laufenden Pachtverträgen. Die präzisen Vertragsbedingungen ermöglichen der Gemeinde einerseits die schnelle Reaktion auf die vom Wild beeinflusste waldbauliche Situation, andererseits wird durch die Aufteilung und kurze Vertragsbindung der Rahmen derer erweitert, die sich eine Jagdausübung in Hümmel leisten können.
Analog zum etablierten Modell der Bürgerjagd ist in den Pirschbezirken die Kirrung sowie Fütterung verboten, die Trophäenzucht abgeschafft. Lediglich Schalenwild darf bejagt werden.

### Vereine
- Zwei Musikvereine, Theaterverein, Freiwillige Feuerwehr, Karnevalsverein

## Persönlichkeiten
- Josef Heinrichs (* 1953), Brigadegeneral a. D.
- Andreas Kieling (* 1959), Tier- und Naturfilmer
- Peter Wohlleben (* 1964), Förster und Buchautor
- Jannik Müller (* 1994), Fußballspieler